# Beetlejuice (personaggio)
Beetlejuice è il principale antagonista del film Beetlejuice - Spiritello porcello (1988) e del suo sequel del 2024, e il protagonista e antieroe della serie animata In che mondo stai Beetlejuice?. È un fantasma carismatico, cinico, donnaiolo, folle, ironico, disonesto e crudele che di professione fa il bio-esorcista, interpretato da Michael Keaton nei due film di Tim Burton. Il suo intento è costringere la giovane sensitiva Lydia Deetz (la protagonista dei due film, interpretata da Winona Ryder) a sposarlo, così potrà tornare nel mondo dei vivi a scatenare il terrore.
Il suo nome deriva dall'omonima stella, in riferimento alla sua personalità caotica.

## Caratterizzazione

### Aspetto fisico e poteri
Beetlejuice viene rappresentato come una persona dal corpo in stato di decomposizione. Ciò spiegherebbe la pelle bianca con macchie verdi (dovute al veleno che l'ex-moglie gli ha fatto ingerire per ucciderlo). Presenta un colore nero intorno agli occhi. Da quando era vivo, possiede lunghi capelli biondi diventati verdi nella sua controparte da morto. Da vivo indossava un vestito simile a quello di un giullare medievale con pantaloni bianchi a strisce nere, mentre, da morto, indossa perlopiù una giacca e dei pantaloni sempre bianchi a strisce nere, una camicia bianca e una cravatta nera. Indossa degli scarponi e presenta una dentatura poco curata. 
Benché sia il fantasma di una persona defunta, Beetlejuice presenta dei poteri che lo rendono un demone. È un mutaforma in grado di cambiare non solo il proprio abbigliamento, ma anche tutta la fisionomia come, ad esempio, un serpente a sonagli e, persino, una giostra e un neonato. Riesce a teletrasportarsi senza farsi notare subito e ad essere in un due posti contemporaneamente. Nel secondo viene anche dimostrato essere capace di accendere del fuoco dal proprio pollice come se fosse un accendino. Sembra anche dimostrare una forza sovrumana quando scaraventa via Maxie Dean e sua moglie nel primo film.

### Personalità
Come lascia intuire il sottotitolo italiano del primo film, Beetlejuice è un sessuomane intenzionato a baciare e avere una notte di passione con qualsiasi donna, pure contro la volontà di quest'ultima. Inoltre si ciba di insetti, in particolare mosche e scarafaggi. È molto impulsivo, burbero, presuntuoso e involontariamente comico. Non ci pensa quando deve uccidere e sarebbe disposto a farlo anche ad un innocente. È anche molto egoista, come si vede quando sacrifica il suo fedele amico Bob travestendolo da sé stesso così che la sua ex moglie Delores succhi la sua anima invece della sua, cosa che accade verso la fine del film. Sebbene presenta standard morali, come salvare qualcuno o liberare una casa da vivi come spiega il suo lavoro da Bio-Esorcista, vuole sempre qualcosa in cambio. Ad esempio, sposare Lydia dopo aver salvato i Maitlands per tornare nel mondo dei vivi (offerta che viene addirittura resa un contratto nel sequel). Presenta una grande paura dei vermi delle sabbie, che però  sembra superare nel sequel e sfruttare la loro furia per scopi personali o a suo vantaggio (ha attirato un verme come un torero verso Rory e Delores per farli mangiare dalla bestia). Un'altra sua debolezza, mostrata nel secondo film, sembra dire che, se si pronuncia il suo nome tre volte, non per chiamarlo, ma quando è già nel mondo dei vivi, è che viene misteriosamente gonfiato come un pallone fino ad esplodere se viene detto troppo lentamente. Tuttavia, questo non lo uccide permanentemente, poiché si rimanifesta nell’aldilà in seguito.
Nella serie animata, assume il ruolo di un protagonista più eroico (sebbene rimane un po' disonesto) e la sua indole di donnaiolo è molto attenuata. A differenza della sua controparte cinematografica, i suoi poteri necessitano di una gag o di un gioco di parole per trasformare sé stesso o l'ambiente circostante. Inoltre, nella serie animata Beetlejuice e Lydia sono migliori amici.

## Altri media

### Animazione
- Il successo del film portò ad una fortunata serie animata televisiva chiamata In che mondo stai Beetlejuice? (Beetlejuice) sull'ABC. Lo show fu sugli schermi dal settembre 1989 al dicembre 1991. Tim Burton ebbe il ruolo di produttore esecutivo.[1]
- Beetlejuice è apparso anche in crossover nell'episodio "Il fantasma con più carisma" della serie animata dell'Universo DC Teen Titans Go!.

### Videogiochi
- Beetlejuice è uno dei tanti personaggi giocabili nel videogioco LEGO Dimensions sbloccando il mondo e una arena da battaglia ispirati al film.
- Il personaggio è riapparso nuovamente nel videogioco MultiVersus.

### Attrazione di parchi tematici
Il successo del film pose le basi per l'attrattiva teatrale nei confronti del soggetto da parte del parco tematico della Universal Studios. Lo spettacolo ha luogo sia agli Universal Studios Florida sia agli Universal Studios Japan.
Lo spettacolo fu inaugurato agli Universal Studios Florida nel 1992 col nome Beetlejuice's Rock 'N' Roll Graveyard Revue. Prese il posto dello spettacolo dal vivo Fievel sbarca in America, aperto l'anno precedente. Lo spettacolo ha luogo nell'anfiteatro dell'Area di San Francisco, in Florida. In origine vi prendeva parte un cast che comprendeva mostri della Universal Classic come Dracula, l'Uomo lupo, Frankenstein, la moglie di Frankenstein e il Fantasma dell'Opera, eseguendo un mix di canzoni degli anni settanta, ottanta e novanta. Nel 2002 lo spettacolo subì un rinnovamento del set, dei costumi, coreografia, effetti speciali e canzoni. Il Fantasma dell'Opera fu rimpiazzato da due nuovi personaggi chiamati Hip & Hop che hanno il ruolo di riserve per i ballerini.
Lo show si aprì agli Universal Studios Japan come parte della grande apertura degli studio il 31 marzo 2001. Esso ha luogo tuttora alla Hollywood Area in Giappone. Lo spettacolo è simile a quello in Florida fatta eccezione per la lingua, il giapponese, e il titolo, Universal Monsters Live Rock And Roll Show.
Lo show fu aperto anche agli Universal Studios Hollywood nell'estate del 1992. Originalmente veniva rappresentato su un set fuoriporta vicino all'attuale sito di Terminator 2: 3D Attraction prima di essere trasferito nel Castle Theatre nel 1995. Lo spettacolo prevedeva tutti gli Original Classic Monsters e fu considerato un'attrazione di successo. Benché l'attrazione dello spettacolo fosse buona, esso venne chiuso nel 1999 e nello stesso luogo, nel 2002, fu rimpiazzato dallo spettacolo di Spider-Man fino al 2004 e quindi da Fear Factor Live!.

### Beetlejuice Goes Hawaiian
Kevin Smith ha parlato di alcune offerte che gli sono state fatte per scrivere la sceneggiatura di un eventuale seguito di Beetlejuice, intitolato Beetlejuice Goes Hawaiian ("Beetlejuice va alle Hawaii").
La trama abbozzata principale sarebbe stata questa: i Deetz sarebbero partiti per una vacanza ai tropici e, a causa di un errore, vengono risvegliati degli spiriti maligni tribali. Beetlejuice sarebbe intervenuto per risolvere la situazione.
Per il momento Smith sembra aver rifiutato l'offerta, cosa che aveva già fatto prima di lui Jonathan Gems, sceneggiatore di Mars Attacks!. Lo stesso Tim Burton, nonostante l'interesse iniziale del combinare un beach movie con l'espressionismo tedesco, ha declinato la proposta di dirigere un eventuale sequel. Nel 2010 Keaton e la Davis hanno affermato di essere interessati a partecipare al seguito.

### Musical
Beetlejuice è un musical con musica e testi di Eddie Perfect e libretto di Scott Brown e Anthony King. Si basa sull'omonimo film del 1988: una coppia di defunti cerca di perseguitare i nuovi abitanti della loro ex casa e chiedere aiuto a un devoto fantasma bioesorcista di nome Betelgeuse (pronunciato "Beetlejuice"), che viene invocato pronunciando il suo nome tre volte. È molto diverso dal film.
Il musical è stato presentato in anteprima al National Theatre di Washington, DC, nell'ottobre 2018, prima dell'apertura a Broadway al Winter Garden Theatre il 25 aprile 2019. È prodotto da Warner Bros. Theater Ventures (un'unità del proprietario del franchising Warner Bros.).